# Assunzione della Madonna
L'Assunzione della Madonna è un affresco realizzato da Aurelio Luini, figlio di Bernardino Luini, intorno al 1560 all'interno della chiesa del monastero di Santa Maria Assunta a Cairate, in provincia di Varese.
L'opera occupa l'intera parete della parte riservata alle monache della chiesa del monastero ed è composta da più scene. Nel registro inferiore si trovano due dipinti separati da una parete in muratura con apertura che collega l'antico abside della chiesa, di cui oggi sono visibili solo le basi delle pareti, e l'aula della chiesa riservata alle monache: a sinistra è raffigurata una nicchia a trompe-l'œil contenente alcuni libri, mentre a destra è rappresentato un tendone in velluto sorretto da due putti.
La fascia intermedia, che occupa l'intera lunghezza della parete, è suddivisa in tre scene che narrano la vita della Vergine e sono scandite da due pilastri dipinti che sorreggono un arco centrale e due travi laterali (secondo lo schema della serliana). Al centro è raffigurata l'Assunzione della Vergine con Maria in cielo circondata da una luce dorata, angeli e nuvole e sovrastata dalla luce divina; sotto alla Vergine sono raffigurati gli apostoli alle spalle dei quali è raffigurato un paesaggio con un'architettura sullo sfondo. Nel riquadro di sinistra si trova la Nascita della Vergine, mentre quello di destra illustra la Morte della Vergine: entrambe le scene sono ambientate in una stanza con pareti azzurre coperta da un soffitto a cassettoni.
Nel registro superiore, sopra le due scene laterali, si trovano dei festoni dipinti che racchiudono dei finti riquadri marmorei all'interno dei quali si aprono due oculi dipinti con all'interno le raffigurazioni di re Davide (a sinistra) e re Salomone, a destra. Su questi due riquadri e sul finto arco che sovrasta l'Assunzione della Vergine si trova la lunetta che chiude la parete: qui è raffigurato Dio Padre in gloria circondato da nuvole e angeli musicanti.